# 4e Meijin (shogi) 1942-1944
«Édition précédente (3)
4e Meijin
Édition suivante (5)»
Le 4e Meijin est une compétition japonaise de shogi s'étant déroulée de 1942 au 24 août 1944.

## Structure du tournoi

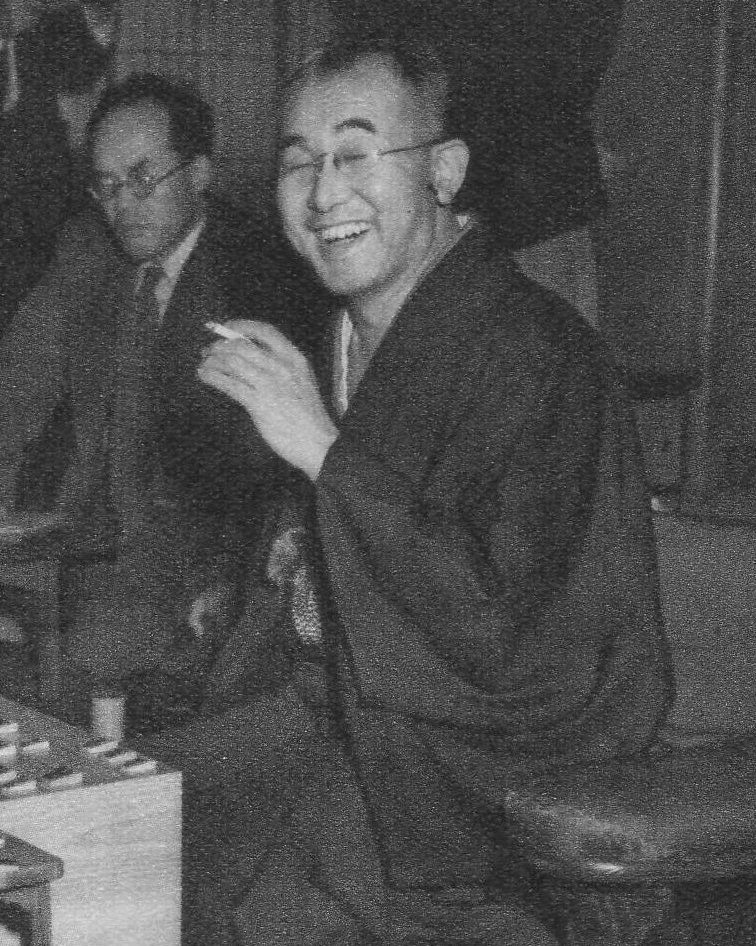
Yoshio Kimura, le tenant du titre.

Un tournoi de qualification de seize joueurs est tenu tous les 6 mois à quatre reprises.
Les joueurs retenus sont les 8e dans et pour les 5-7 dans 4 joueurs issus de préliminaires : Shojirō Yamamoto 7-dan Gen'ichi Ōno 7-dan (promu 8e dan la même année), Shinichi Murakami 7-dan , Yasuharu Oyama 5-dan.
Le vainqueur de ce tournoi affronte le Meijin Yoshio Kimura lors d'un match préliminaire en 3 manches et seulement en cas de victoire le qualifié obtient de pouvoir disputer le titre de meijin.
Kiyoshi Hagiwara , Gen'ichi Ōno, Chōtarō Hanada ,Masahiko Sakaguchi remportent les tournois de qualification mais doivent tous s'incliner lors des matchs préliminaires contre Yoshio Kimura seul Gen'ichi Ōno remporta une victoire contre le Meijin.
Comme conséquence il garde son titre et remporte le 4e Meijin.

## Premier tournoi

### Sanban shobu
| Compétiteur | Compétiteur      | Compétiteur | Compétiteur | 1 | 2 | Total | Yoshio Kimura 木村義雄 |
| ----------- | ---------------- | ----------- | ----------- | - | - | ----- | ---------------------- |
| Meijin      | Yoshio Kimura    | 木村義雄    | 1905        | 1 | 1 | 2     | Yoshio Kimura 木村義雄 |
| Prétendant  | Kiyoshi Hagiwara | 萩原淳      | 1904        | 0 | 0 | 0     | Yoshio Kimura 木村義雄 |

### Honsen
| Compétiteur        | Compétiteur | Compétiteur | 1/4 finale         | 1/2 finale         | Finale             | Vainqueur                 |
| ------------------ | ----------- | ----------- | ------------------ | ------------------ | ------------------ | ------------------------- |
| Ichitarō Doi       | 土居市太郎  | 1887        | Masao Tsukada      | Nobuhiko Sakaguchi | Nobuhiko Sakaguchi | Kiyoshi Hagiwara (萩原淳) |
| Masao Tsukada      | 塚田正夫    | 1914        | Masao Tsukada      | Nobuhiko Sakaguchi | Nobuhiko Sakaguchi | Kiyoshi Hagiwara (萩原淳) |
| Nobuhiko Sakaguchi | 坂口允彦    | 1908        | Nobuhiko Sakaguchi | Nobuhiko Sakaguchi | Nobuhiko Sakaguchi | Kiyoshi Hagiwara (萩原淳) |
| Tōichi Watanabe    | 渡辺東一    | 1905        | Nobuhiko Sakaguchi | Nobuhiko Sakaguchi | Nobuhiko Sakaguchi | Kiyoshi Hagiwara (萩原淳) |
| Ginjiro Saitō      | 斎藤銀次郎  | 1905        | Ginjiro Saitō      | Yasuharu Oyama     | Nobuhiko Sakaguchi | Kiyoshi Hagiwara (萩原淳) |
| Chōtarō Hanada     | 花田長太郎  | 1897        | Ginjiro Saitō      | Yasuharu Oyama     | Nobuhiko Sakaguchi | Kiyoshi Hagiwara (萩原淳) |
| Yasujirō Kon       | 金易二郎    | 1890        | Yasuharu Oyama     | Yasuharu Oyama     | Nobuhiko Sakaguchi | Kiyoshi Hagiwara (萩原淳) |
| Yasuharu Oyama     | 大山康晴    | 1923        | Yasuharu Oyama     | Yasuharu Oyama     | Nobuhiko Sakaguchi | Kiyoshi Hagiwara (萩原淳) |
| Shinnichi Murakami | 村上真一    | 1897        | Shinnichi Murakami | Shinnichi Murakami | Kiyoshi Hagiwara   | Kiyoshi Hagiwara (萩原淳) |
| Tatsunosuke Kanda  | 神田辰之助  | 1893        | Shinnichi Murakami | Shinnichi Murakami | Kiyoshi Hagiwara   | Kiyoshi Hagiwara (萩原淳) |
| Kinjirō Kimi       | 木見金治郎  | 1878        | Gen'ichi Ōno       | Shinnichi Murakami | Kiyoshi Hagiwara   | Kiyoshi Hagiwara (萩原淳) |
| Gen'ichi Ōno       | 大野源一    | 1911        | Gen'ichi Ōno       | Shinnichi Murakami | Kiyoshi Hagiwara   | Kiyoshi Hagiwara (萩原淳) |
| Kiyoshi Hagiwara   | 萩原淳      | 1904        | Kiyoshi Hagiwara   | Kiyoshi Hagiwara   | Kiyoshi Hagiwara   | Kiyoshi Hagiwara (萩原淳) |
| Kingorō Kaneko     | 金子金五郎  | 1902        | Kiyoshi Hagiwara   | Kiyoshi Hagiwara   | Kiyoshi Hagiwara   | Kiyoshi Hagiwara (萩原淳) |
| Masanobu Koizumi   | 小泉兼吉    | 1900        | Shojirō Yamamoto   | Kiyoshi Hagiwara   | Kiyoshi Hagiwara   | Kiyoshi Hagiwara (萩原淳) |
| Shojirō Yamamoto   | 山本樟郎    |             | Shojirō Yamamoto   | Kiyoshi Hagiwara   | Kiyoshi Hagiwara   | Kiyoshi Hagiwara (萩原淳) |

## Deuxième Tournoi

### Sanban shobu
| Compétiteur | Compétiteur   | Compétiteur | Compétiteur | 1 | 2 | 3 | Total | Yoshio Kimura 木村義雄 |
| ----------- | ------------- | ----------- | ----------- | - | - | - | ----- | ---------------------- |
| Meijin      | Yoshio Kimura | 木村義雄    | 1905        | 0 | 1 | 1 | 2     | Yoshio Kimura 木村義雄 |
| Prétendant  | Gen'ichi Ōno  | 大野源一    | 1911        | 1 | 0 | 0 | 1     | Yoshio Kimura 木村義雄 |

### Honsen
| Competiteur        | Competiteur | Competiteur | 1/4 finale         | 1/2 finale         | Finale           | Vainqueur               |
| ------------------ | ----------- | ----------- | ------------------ | ------------------ | ---------------- | ----------------------- |
| Ichitarō Doi       | 土居市太郎  | 1887        | Ginjirō Saitō      | Ginjirō Saitō      | Gen'ichi Ōno     | Gen'ichi Ōno (大野源一) |
| Ginjirō Saitō      | 斎藤銀次郎  | 1905        | Ginjirō Saitō      | Ginjirō Saitō      | Gen'ichi Ōno     | Gen'ichi Ōno (大野源一) |
| Ichirō Kaji        | 梶一郎      | 1912        | Kingorō Kaneko     | Ginjirō Saitō      | Gen'ichi Ōno     | Gen'ichi Ōno (大野源一) |
| Kingorō Kaneko     | 金子金五郎  | 1902        | Kingorō Kaneko     | Ginjirō Saitō      | Gen'ichi Ōno     | Gen'ichi Ōno (大野源一) |
| Nobuhiko Sakaguchi | 坂口允彦    | 1908        | Nobuhiko Sakaguchi | Gen'ichi Ōno       | Gen'ichi Ōno     | Gen'ichi Ōno (大野源一) |
| Yasujirō Kon       | 金易二郎    | 1890        | Nobuhiko Sakaguchi | Gen'ichi Ōno       | Gen'ichi Ōno     | Gen'ichi Ōno (大野源一) |
| Gen'ichi Ōno       | 大野源一    | 1911        | Gen'ichi Ōno       | Gen'ichi Ōno       | Gen'ichi Ōno     | Gen'ichi Ōno (大野源一) |
| Shojirō Yamamoto   | 山本樟郎    |             | Gen'ichi Ōno       | Gen'ichi Ōno       | Gen'ichi Ōno     | Gen'ichi Ōno (大野源一) |
| Masao Tsukada      | 塚田正夫    | 1914        | Chōtarō Hanada     | Masanobu Koizumi   | Masanobu Koizumi | Gen'ichi Ōno (大野源一) |
| Chōtarō Hanada     | 花田長太郎  | 1897        | Chōtarō Hanada     | Masanobu Koizumi   | Masanobu Koizumi | Gen'ichi Ōno (大野源一) |
| Kinjirō Kimi       | 木見金治郎  | 1878        | Masanobu Koizumi   | Masanobu Koizumi   | Masanobu Koizumi | Gen'ichi Ōno (大野源一) |
| Masanobu Koizumi   | 小泉兼吉    | 1900        | Masanobu Koizumi   | Masanobu Koizumi   | Masanobu Koizumi | Gen'ichi Ōno (大野源一) |
| Tōichi Watanabe    | 渡辺東      | 1905        | Yasuharu Oyama     | Shinnichi Murakami | Masanobu Koizumi | Gen'ichi Ōno (大野源一) |
| Yasuharu Oyama     | 大山康晴    | 1923        | Yasuharu Oyama     | Shinnichi Murakami | Masanobu Koizumi | Gen'ichi Ōno (大野源一) |
| Shinnichi Murakami | 村上真一    | 1897        | Shinnichi Murakami | Shinnichi Murakami | Masanobu Koizumi | Gen'ichi Ōno (大野源一) |
| Kiyoshi Hagiwara   | 萩原淳      | 1904        | Shinnichi Murakami | Shinnichi Murakami | Masanobu Koizumi | Gen'ichi Ōno (大野源一) |

## Troisième Tournoi

### Sanban shobu
| Compétiteur | Compétiteur    | Compétiteur | Compétiteur | 1 | 2 | Total | Yoshio Kimura 木村義雄 |
| ----------- | -------------- | ----------- | ----------- | - | - | ----- | ---------------------- |
| Meijin      | Yoshio Kimura  | 木村義雄    | 1905        | 1 | 1 | 2     | Yoshio Kimura 木村義雄 |
| Prétendant  | Chōtarō Hanada | 花田長太郎  | 1897        | 0 | 0 | 0     | Yoshio Kimura 木村義雄 |

### Honsen
| Compétiteur        | Compétiteur | Compétiteur | 1/4 finale         | 1/2 finale         | Finale         | Vainqueur      |
| ------------------ | ----------- | ----------- | ------------------ | ------------------ | -------------- | -------------- |
| Ichitarō Doi       | 土居市太郎  | 1887        | Shinnichi Murakami | Shinnichi Murakami | Masao Tsukada  | Chōtarō Hanada |
| Shinnichi Murakami | 村上真一    | 1897        | Shinnichi Murakami | Shinnichi Murakami | Masao Tsukada  | Chōtarō Hanada |
| Yasujirō Kon       | 金易二郎    | 1890        | Yasujirō Kon       | Shinnichi Murakami | Masao Tsukada  | Chōtarō Hanada |
| Masanobu Koizumi   | 小泉雅信    | 1900        | Yasujirō Kon       | Shinnichi Murakami | Masao Tsukada  | Chōtarō Hanada |
| Masao Tsukada      | 塚田正夫    | 1914        | Masao Tsukada      | Masao Tsukada      | Masao Tsukada  | Chōtarō Hanada |
| Ichirō Kaji        | 梶一郎      | 1912        | Masao Tsukada      | Masao Tsukada      | Masao Tsukada  | Chōtarō Hanada |
| Yasuharu Ōyama     | 大山康晴    | 1923        | Yasuharu Ōyama     | Masao Tsukada      | Masao Tsukada  | Chōtarō Hanada |
| Shojirō Yamamoto   | 山本樟郎    |             | Yasuharu Ōyama     | Masao Tsukada      | Masao Tsukada  | Chōtarō Hanada |
| Nobuhiko Sakaguchi | 坂口允彦    | 1908        | Nobuhiko Sakaguchi | Nobuhiko Sakaguchi | Chōtarō Hanada | Chōtarō Hanada |
| Kinjirō Kimi       | 木見金治郎  | 1878        | Nobuhiko Sakaguchi | Nobuhiko Sakaguchi | Chōtarō Hanada | Chōtarō Hanada |
| Ginjirō Saitō      | 斎藤銀次郎  | 1904        | Ginjirō Saitō      | Nobuhiko Sakaguchi | Chōtarō Hanada | Chōtarō Hanada |
| Kiyoshi Hagiwara   | 萩原淳      | 1904        | Ginjirō Saitō      | Nobuhiko Sakaguchi | Chōtarō Hanada | Chōtarō Hanada |
| Tōichi Watanabe    | 渡辺東一    | 1905        | Gen'ichi Ōno       | Chōtarō Hanada     | Chōtarō Hanada | Chōtarō Hanada |
| Gen'ichi Ōno       | 大野源一    | 1911        | Gen'ichi Ōno       | Chōtarō Hanada     | Chōtarō Hanada | Chōtarō Hanada |
| Chōtarō Hanada     | 花田長太郎  | 1897        | Chōtarō Hanada     | Chōtarō Hanada     | Chōtarō Hanada | Chōtarō Hanada |
| Kingorō Kaneko     | 金子金五郎  | 1902        | Chōtarō Hanada     | Chōtarō Hanada     | Chōtarō Hanada | Chōtarō Hanada |

## Quatrième Tournoi

### Sanban shobu
| Compétiteur | Compétiteur        | Compétiteur | Compétiteur | 1 | 2 | Total | Yoshio Kimura 木村義雄 |
| ----------- | ------------------ | ----------- | ----------- | - | - | ----- | ---------------------- |
| Meijin      | Yoshio Kimura      | 木村義雄    | 1905        | 1 | 1 | 2     | Yoshio Kimura 木村義雄 |
| Pretendant  | Nobuhiko Sakaguchi | 坂口允彦    | 1908        |   |   | 0     | Yoshio Kimura 木村義雄 |

### Honsen
| Compétiteur         | Compétiteur | Compétiteur | 1/4 finale          | 1/2 finale         | finale             | vainqueur          |
| ------------------- | ----------- | ----------- | ------------------- | ------------------ | ------------------ | ------------------ |
| Seiichi Kobori      | 小堀清一    | 1912        | Kiyoshi Hagiwara    | Ichirō Kaji        | Ichirō Kaji        | Nobuhiko Sakaguchi |
| Kiyoshi Hagiwara    | 萩原淳      | 1904        | Kiyoshi Hagiwara    | Ichirō Kaji        | Ichirō Kaji        | Nobuhiko Sakaguchi |
| Chōtarō Hanada      | 花田長太郎  | 1897        | Ichirō Kaji         | Ichirō Kaji        | Ichirō Kaji        | Nobuhiko Sakaguchi |
| Ichirō Kaji         | 梶一郎      | 1912        | Ichirō Kaji         | Ichirō Kaji        | Ichirō Kaji        | Nobuhiko Sakaguchi |
| Kan'ichirō Iizuka   | 飯塚勘一郎  | 1895        | Kan'ichirō Iizuka   | Jirō Katō          | Ichirō Kaji        | Nobuhiko Sakaguchi |
| Shojirō Yamamoto    | 山本樟郎    |             | Kan'ichirō Iizuka   | Jirō Katō          | Ichirō Kaji        | Nobuhiko Sakaguchi |
| Yasujirō Kon        | 金易二郎    | 1890        | Jirō Katō           | Jirō Katō          | Ichirō Kaji        | Nobuhiko Sakaguchi |
| Jirō Katō           | 加藤治郎    | 1959        | Jirō Katō           | Jirō Katō          | Ichirō Kaji        | Nobuhiko Sakaguchi |
| Masao Tsukada       | 塚田正夫    | 1914        | Masao Tsukada       | Masao Tsukada      | Nobuhiko Sakaguchi | Nobuhiko Sakaguchi |
| Takeshi Ōwaku       | 大和久彪    | 1914        | Masao Tsukada       | Masao Tsukada      | Nobuhiko Sakaguchi | Nobuhiko Sakaguchi |
| Ginjirō Saitō       | 斎藤銀次郎  | 1904        | Schin'ichi Murakami | Masao Tsukada      | Nobuhiko Sakaguchi | Nobuhiko Sakaguchi |
| Schin'ichi Murakami | 村上真一    | 1897        | Schin'ichi Murakami | Masao Tsukada      | Nobuhiko Sakaguchi | Nobuhiko Sakaguchi |
| Nobuhiko Sakaguchi  | 坂口允彦    | 1908        | Nobuhiko Sakaguchi  | Nobuhiko Sakaguchi | Nobuhiko Sakaguchi | Nobuhiko Sakaguchi |
| Masanobu Koizumi    | 小泉雅信    | 1900        | Nobuhiko Sakaguchi  | Nobuhiko Sakaguchi | Nobuhiko Sakaguchi | Nobuhiko Sakaguchi |
| Yasuharu Ōyama      | 大山康晴    | 1923        | Gen'ichi Ōno        | Nobuhiko Sakaguchi | Nobuhiko Sakaguchi | Nobuhiko Sakaguchi |
| Gen'ichi Ōno        | 大野源一    | 1911        | Gen'ichi Ōno        | Nobuhiko Sakaguchi | Nobuhiko Sakaguchi | Nobuhiko Sakaguchi |